# .450 Marlin
.450 Marlin — винтовочный патрон, спроектированный как улучшенная замена устаревших патронов .45-70 lever-action. Был создан объединённой командой инженеров Marlin и Hornady под руководством Митчема Миттелстедта из Hornady и был выпущен в 2000 году с патронами, выпускаемыми Hornady, и винтовками, выпускаемыми Marlin, — в основном моделью 1895M с рычажным взводом. Винтовки Browning BLR также доступны с калибром .450 Marlin.